# اولاد (آبجدان)
اولاد (بالفارسية: اولاد) هي منطقة سكنية تقع في إيران في قسم آبجدان الريفي. يقدر عدد سكانها بـ 299 نسمة .